# Biester (Film)
Biester (Originaltitel: La cérémonie) ist ein französischer Spielfilm von Claude Chabrol aus dem Jahr 1995. Er basiert auf dem Roman A Judgement in Stone von Ruth Rendell. Die Aufnahmen des Films entstanden 1994/95 im Département Ille-et-Vilaine.

## Handlung
Sophie ist eine sehr stille und fast schon unterwürfig bescheidene Angestellte im Haushalt der reichen und vornehmen Familie Lelièvre. Ihren Analphabetismus weiß sie geschickt hinter immer neuen Ausreden zu verbergen. Als sie telefonisch einen Einkauf tätigen soll, geht sie mit der Liste in den Ort und bittet die Postangestellte Jeanne, die Bestellung vorzunehmen, weil bei ihnen das Telefon defekt sei. Jeanne fragt sie sofort nach ihren Arbeitgebern aus.
Eines Tages klingelt Jeanne bei Sophie, um die Post zuzustellen, und beginnt das Haus der Familie zu besichtigen. Die stille Sophie lässt die dynamische Jeanne gewähren, obwohl Jeanne in Privaträume eindringt und sogar den Kleiderschrank von Madame durchschaut und sich anschließend einfach ein Buch aus der Bibliothek mitnimmt. Aus den negativen Kommentaren von Jeanne wird ersichtlich, dass sie die reiche Familie um ihr Heim und Geld und Madame Lelièvre um ihren Status beneidet. So erzählt sie Sophie, dass sie Catherine Lelièvre noch gekannt habe, als sie beide als Model gearbeitet hätten. Sophie glaubt Jeannes Erzählungen, beide schließen Freundschaft und verbringen immer mehr Zeit miteinander. Jeanne warnt Sophie, die bourgeoise Ausbeutung ihrer Arbeitskraft durch die arroganten Lelièvres nicht einfach so hinzunehmen und sich gegen Arbeitsaufträge ruhig zu wehren.
Als beide zusammen Sophies Geburtstag feiern, spricht Sophie Jeanne auf den Tod ihrer Tochter an. In einem Gespräch zwischen den Lelièvres hatte sie mitbekommen, dass Jeanne ihre vierjährige Tochter so sehr misshandelt haben soll, dass sie starb. Jeanne sagt, man habe ihr nichts nachweisen können, und beschreibt die Tat als unglückliches Versehen. Anschließend zeigt sie Sophie einen Zeitungsartikel mit ihrem Bild. In diesem Artikel wird über einen Hausbrand berichtet, bei dem ein auf den Rollstuhl angewiesener Rentner starb, seine unter Verdacht stehende Tochter aber mangels Beweisen freigesprochen wurde. Sophie gibt zu, dass es sich bei dem Haus um ihr Elternhaus handelte. Als Jeanne fragt, ob sie es war, sagt sie unter Lachen, dass man ihr nichts beweisen konnte.
Georges Lelièvre, der schon länger den Verdacht hat, dass Jeanne die Familie ausspioniert, beschwert sich eines Tages bei ihr, dass, seit sie die Postfiliale leite, alle Briefe geöffnet ankommen. Der Streit zwischen beiden eskaliert, Georges Lelièvre ohrfeigt Jeanne und verlässt erzürnt das Postamt. Da ihm die Freundschaft zwischen Sophie und Jeanne sowieso ein Dorn im Auge war, sagt er Sophie, dass Jeanne sie nicht mehr in seinem Haus besuchen darf. Jeanne ist über das Verbot erbost und fordert Sophie auf, zu versuchen, mehr über die Familie herauszufinden.
So belauscht Sophie ein Telefonat zwischen der Tochter des Hauses und ihrem Freund, in dem Mélinda ihrem Freund gesteht, von ihm schwanger zu sein. In ihrem aufgewühlten Zustand lädt Mélinda Sophie ein, mit ihr Tee zu trinken. Dabei findet Mélinda heraus, dass Sophie nicht lesen kann, verspricht ihr aber, zu helfen und nichts zu verraten. Entsetzt über diese Entlarvung, droht Sophie Mélinda, ihre Schwangerschaft ihren Eltern zu verraten, falls diese ihren Analphabetismus verraten sollte.
Als Mélindas Eltern nach Hause kommen und Mélinda weinend vorfinden, kommen die Schwangerschaft und Sophies Problem heraus. Wütend über den Erpressungsversuch von Sophie, kündigt Georges Lelièvre ihr und gibt ihr eine Woche, um sein Haus zu verlassen.
Später treffen sich Sophie und Jeanne in Jeannes Wohnung. Als Jeanne von der Kündigung erfährt, bietet sie Sophie an, bei ihr zu wohnen, bis sie einen neuen Job hat. Die beiden machen sich daraufhin auf den Weg, um Sophies Sachen zu holen. Trotz des Verbotes und Sophies Warnung betritt Jeanne das Haus. Im Wohnzimmer sitzt die ganze Familie zusammen, um die Oper Don Giovanni von Mozart zu sehen und die Musik per Mikrophon vom Fernseher aufzunehmen. Niemand bemerkt Sophie und Jeanne. Als beide sich eine heiße Schokolade machen, um dann Sophies Kleidung zu packen, geht Jeanne in das Schlafzimmer der Lelièvres und beginnt dort zu randalieren. Dadurch angestachelt beginnt auch Sophie die Kleider ihrer Arbeitgeber zu zerreißen. Nachdem das Schlafzimmer zerstört ist, gehen beide wieder in die Küche und spielen mit Jagdgewehren herum. In diesem Moment, durch Geräusche aufmerksam gemacht, betritt Georges Lelièvre die Küche. Als er Jeanne das Gewehr abnehmen will, um beide aus dem Haus zu weisen, erschießt Sophie ihn. Ungerührt betreten beide Frauen das Wohnzimmer und erschießen kurz hintereinander die ganze Familie.
Sophie und Jeanne vereinbaren, dass Sophie die Polizei rufen und aussagen solle, sie habe die Toten bei ihrer Rückkehr so vorgefunden. Jeanne geht zu ihrem Auto, während Sophie den Tatort „aufräumt“. Beim Wenden auf der Landstraße würgt Jeanne den Motor ihres alten Citroën 2CV ab, wird in diesem Moment von einem anderen Auto gerammt und stirbt bei dem Unfall. Als Sophie die „Aufräumarbeiten“ im Haus der Lelièvres beendet hat, läuft sie zur Straße, um zur Polizei im nächsten Ort zu gehen. Sie beobachtet aus der Ferne den Leichenwagen, der gerade Jeannes Körper wegbringt, und sieht, wie ein Polizist Jeannes Auto untersucht. Auf dem Rücksitz des Wagens liegt der von Jeanne entwendete Rekorder aus dem Wohnzimmer der Lelièvres, mit dem die Oper aufgenommen wurde. Ein Polizist betätigt die Wiedergabetaste und die Oper erklingt durch die Nacht, unterbrochen von einer Reihe von Schüssen und Jeannes Stimme.

## Varia
- Einmal hat Chabrol ein Selbstzitat eingebaut. In einer Szene schauen Madame Lelièvre und ihr Sohn Gilles gemeinsam Fernsehen; es läuft der Chabrol-Film Les Noces rouges (Blutige Hochzeit).
- Mit dem Nachnamen, den er der Familie Lelièvre gegeben hat, hat Chabrol ein Wortspiel betrieben: „le lièvre“, übersetzt: „der Hase“. In einem Gespräch mit den Cahiers du cinéma sagt er an einer Stelle: „Les Lelièvre, tirés comme des lapin.“[1] („Die Lelièvres, niedergeschossen wie Kaninchen.“)
- Im Presseheft („dossier de presse“) hat Chabrol La Cérémonie als „letzten marxistischen Film“ („le dernier film marxiste“) bezeichnet.[2]
- La cérémonie war einer der sieben Filme, die während der Berlinale 2022 in der Isabelle Huppert gewidmeten Hommage gezeigt wurden.[3]

## Auszeichnungen
- Für ihre schauspielerischen Leistungen wurden Isabelle Huppert und Sandrine Bonnaire 1995 auf den Filmfestspielen von Venedig mit der Coppa Volpi ausgezeichnet.

- Im Jahr 1996 gewann Isabelle Huppert den César als Beste Schauspielerin. Nominiert war der Film in den Kategorien Bester Film und Beste Regie (Claude Chabrol) und Beste Schauspielerin für Sandrine Bonnaire, Bester Nebendarsteller (Jean-Pierre Cassel), Beste Nebendarstellerin (Jacqueline Bisset) und Beste Adaption (Caroline Eliacheff und Claude Chabrol).

- Im gleichen Jahr gewann Biester den LAFCA (Los Angeles Film Critics Association) Award als bester ausländischer Film und Isabelle Huppert gewann in Frankreich den Prix Lumières als Beste Schauspielerin.

- 1997 gewann Biester den NSFC (National Society of Film Critics) Award als bester ausländischer Film. Zudem wurde er mit dem Metro Media Award des Toronto International Film Festivals ausgezeichnet.

## Kritik
„Distanziert beobachtend, ohne Erklärungs- oder Identifikationsangebote, beschreibt der kammerspielartig inszenierte Film die tragischen Folgen individueller Verhärmung und fehlender Verständigung. Dank pointierter Darstellung und Inszenierung beeindruckend, aber auch schockierend.“